# Pinardville
Pinardville ist ein Census-designated place (CDP) in der Town of Goffstown im Hillsborough County im US-Bundesstaat New Hampshire. Die Volkszählung von 2020 erfasste 5.034 Einwohner. Der CDP wurde im Jahr 2002 erstmals vom Census definiert.

## Lage
Pinardville liegt im Osten von Goffstown bei den Koordinaten 43° 0' 3.57" Nord 71° 31' 1.69" West auf einer Höhe von 82 Metern über dem Meeresspiegel am Piscataquog River oberhalb der City von Manchester, deren Stadtgebiet unmittelbar angrenzt. Die 4,7 km² große Fläche des Gebietes setzt sich zusammen aus 4,3 km² Land- und 0,4 km² Wasserfläche. Die New Hampshire Route NH-114A führt durch den Ort, die NH-114 verläuft teilweise entlang von dessen Ortsgrenze.